# Marché Bonsecours

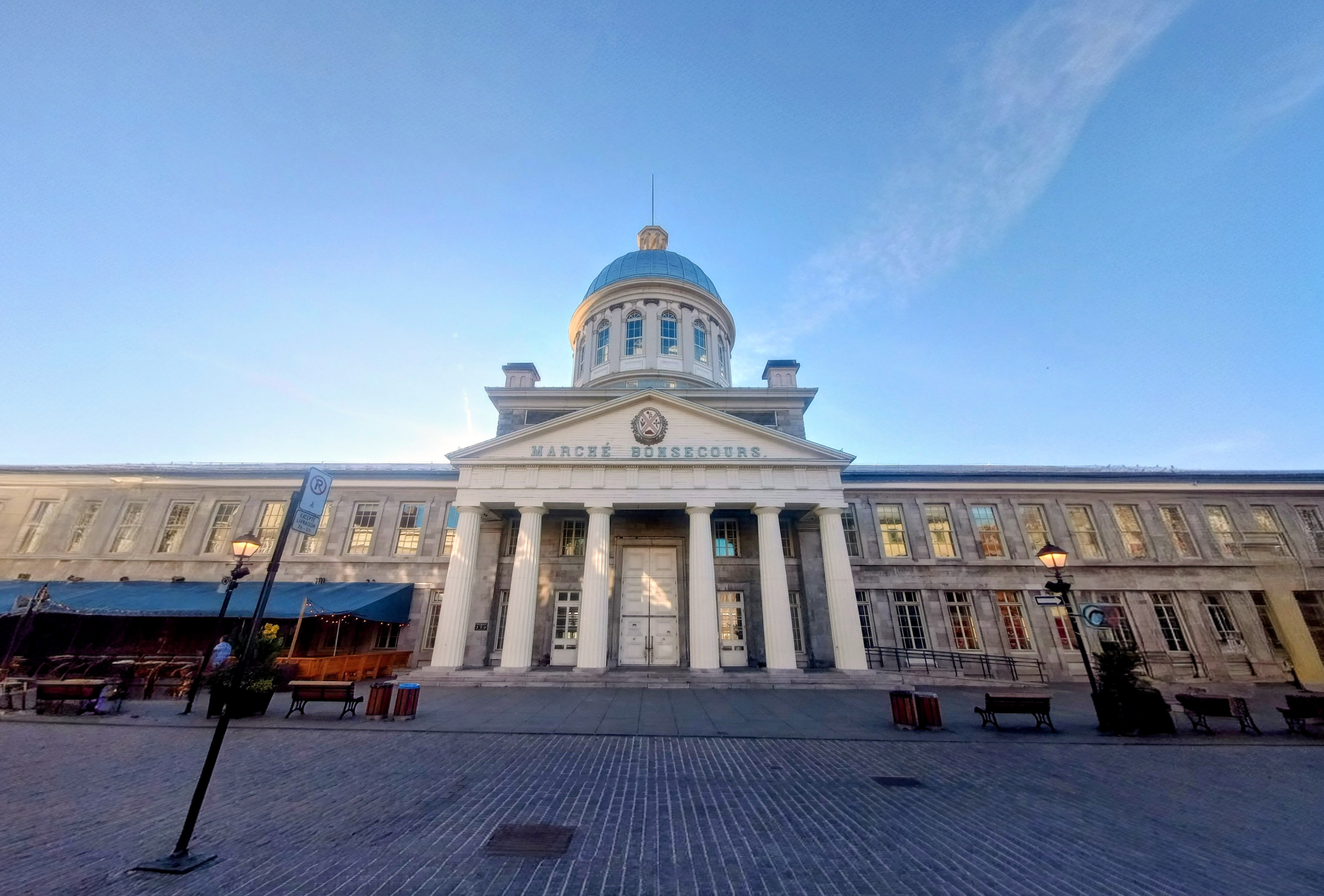
Fachada principal do Marché Bonsecours

O marché Bonsecours é um antigo mercado público em Montreal, província de Quebec, Canadá, situado na Vieux-Montreal. Construido entre 1844 e 1852 de acordo com o projeto de William Footner sobre um terreno pertencente a John Molson, o mercado foi inaugurado em janeiro de 1847. Os trabalhos interiores, dirigidos pelo arquiteto George Browne terminam em 1852.

Nos dizeres de Footner durante a apresentação de seu projeto, Montreal precisava de um monumento "para provar o bom gosto e a liberalidade dos cidadãos de Montreal. Era necessário "produzir no espírito do viajante uma grande ideia da beleza e da importância da cidade florescente de Montreal".

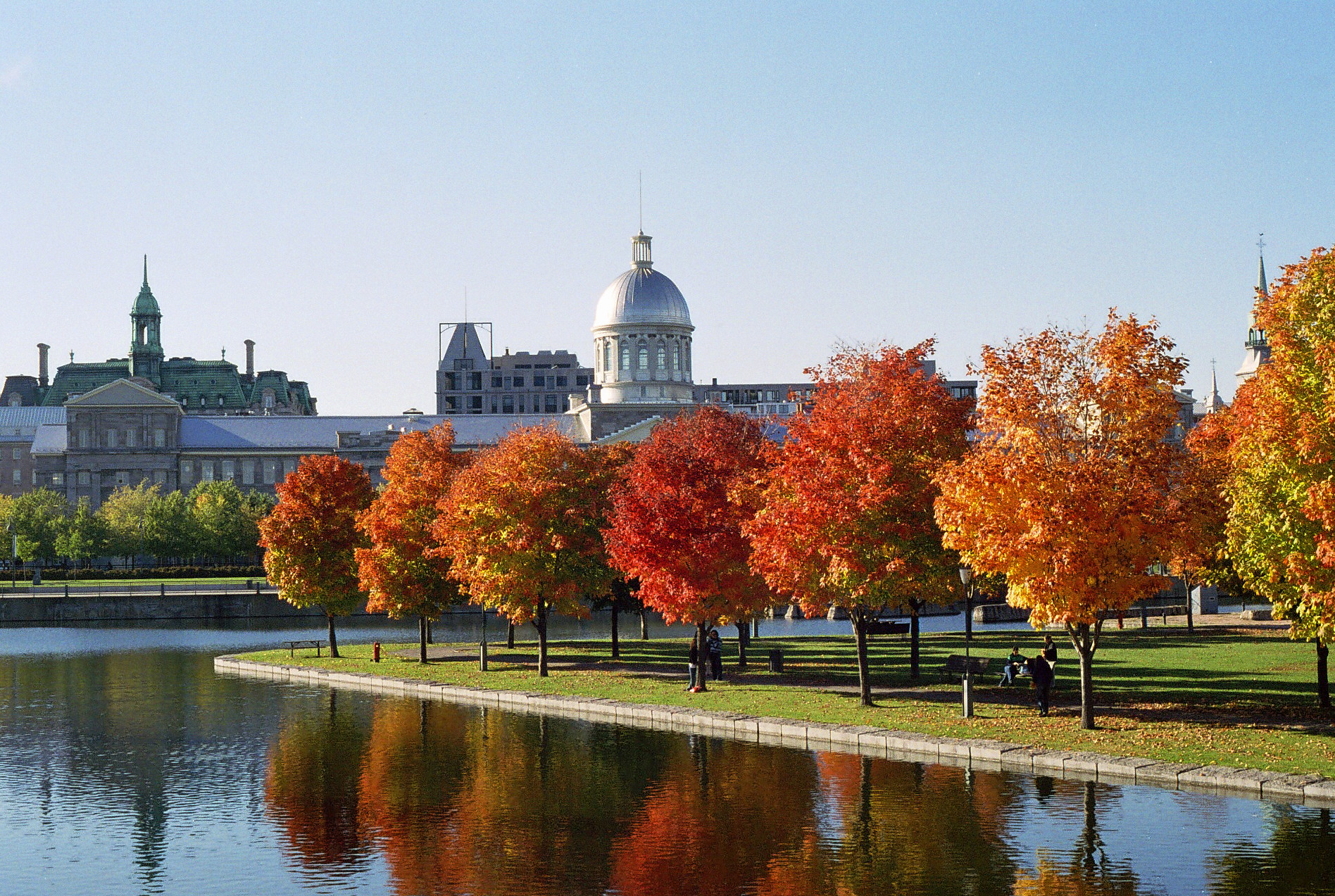
O marché Bonsecours no outono

Quando amotinados incendiaram o Parlamento do marché Sainte-Anne em 25 de abril de 1849, que abrigava a então Assembleia Legislativa da Província do Canadá, os deputados reuniam-se no marché Bonsecours, de 26 de abril até 7 de maio, antes de serem retransferidos para um edifício na praça Dalhousie. A partir de 12 de janeiro de 1852, o mercado abrigou a prefeitura de Montreal até o ano de 1878, data da inauguração do novo Hôtel de ville, na rua Notre-Dame.

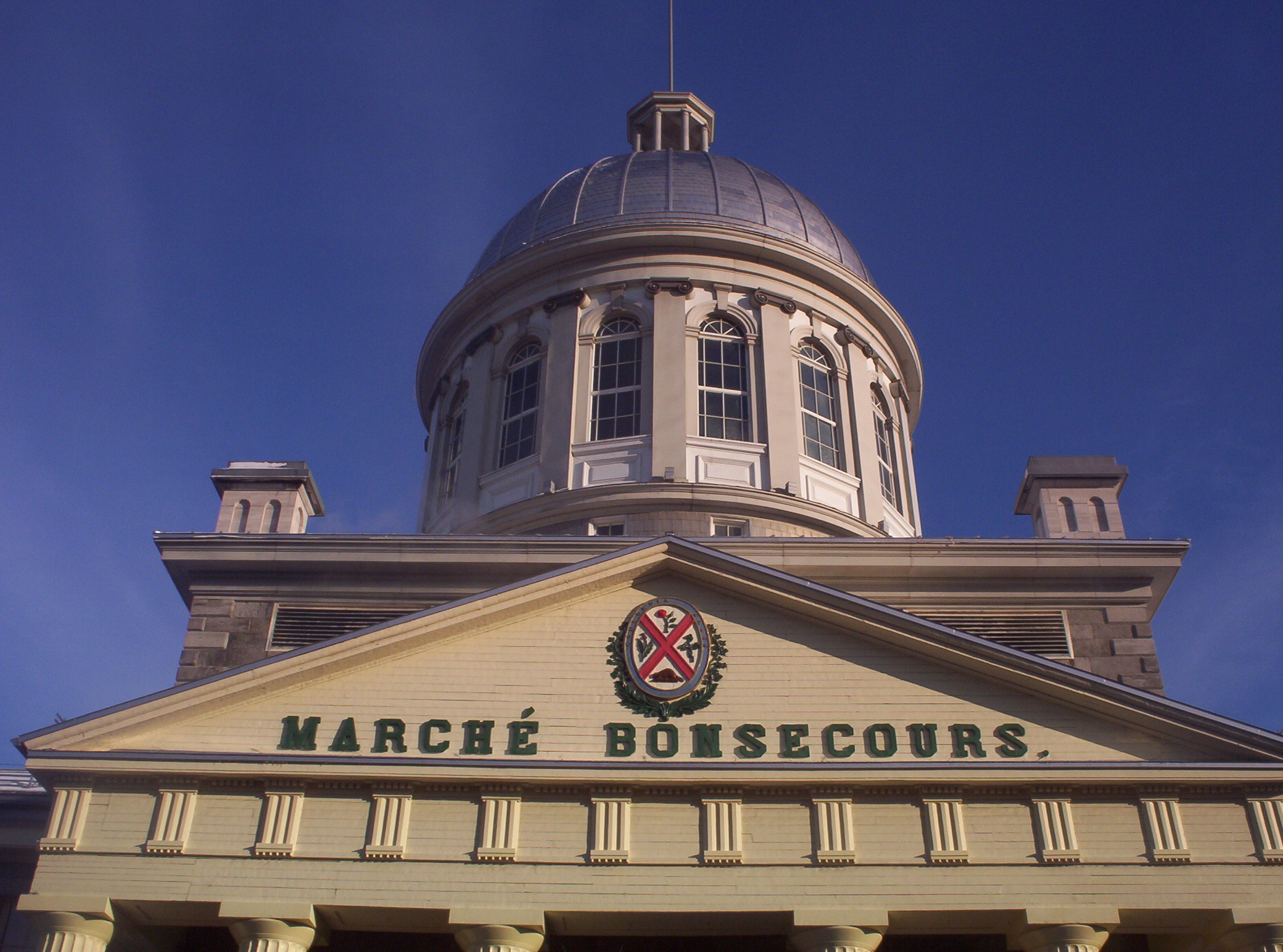
Fachada norte do Bonsecours

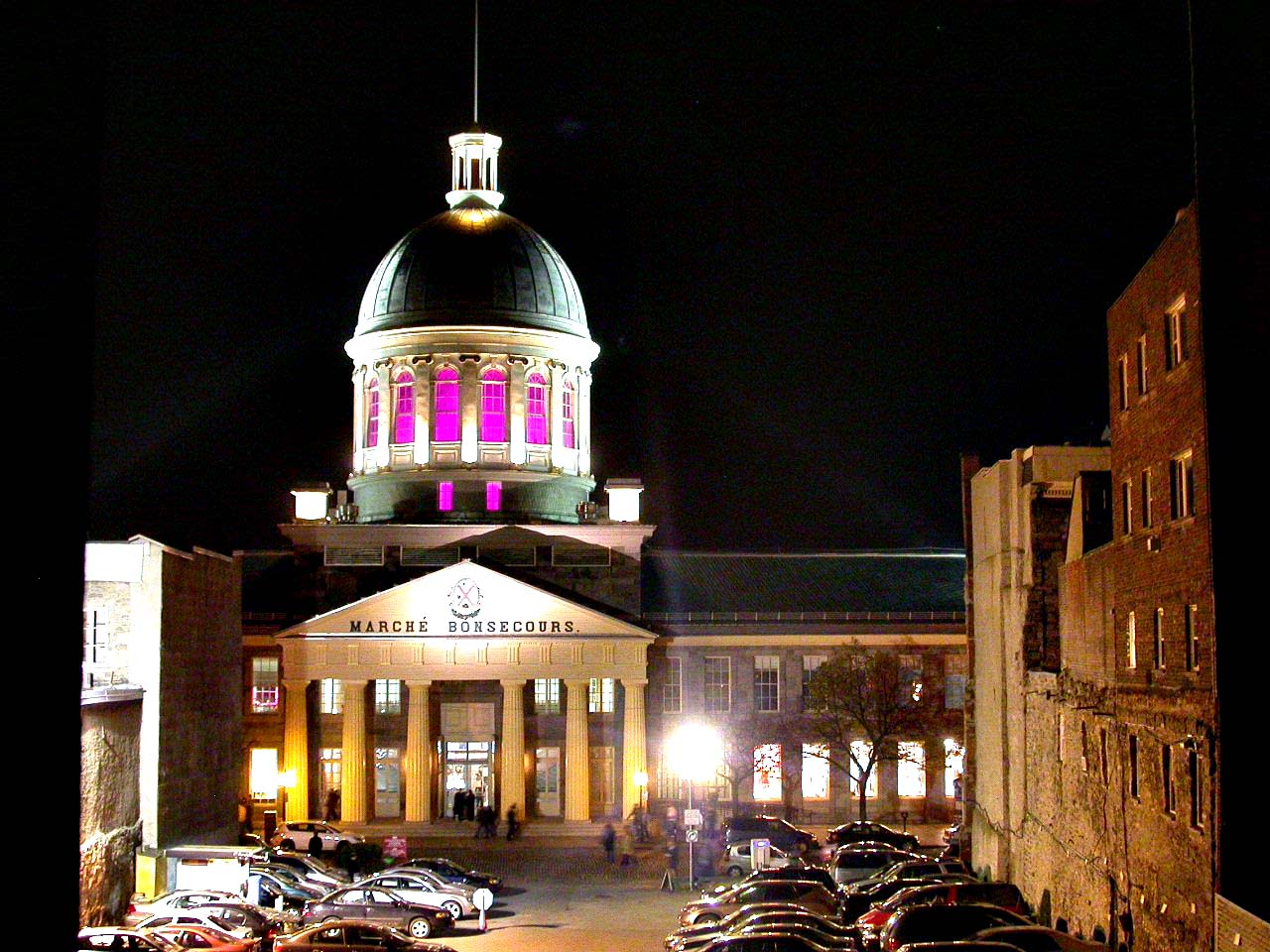
Vista noturna

Atualmente, o edifício é sede do Conselho de ofícios de arte do Quebec e do institute de design de Montreal. Agriga numerosas salas de exposição, restaurantes e comércio.
O Marché Bonsecours foi reconhecido como patrimônio histórico nacional do Canadá em 1984.